# أكبر داود قشلاقي (أنجيرلو)
أکبر داود قشلاقي (بالفارسية: اکبرداودقشلاقی) هي قرية تقع في إيران في أردبيل. يقدر عدد سكانها بـ 193 نسمة بحسب إحصاء 2016.